# Jet Mesil
Jet Mesil är en ort i Mexiko.   Den ligger i kommunen Chilón och delstaten Chiapas, i den sydöstra delen av landet, 800 km öster om huvudstaden Mexico City. Jet Mesil ligger 574 meter över havet och antalet invånare är 197.
Terrängen runt Jet Mesil är huvudsakligen lite bergig. Jet Mesil ligger nere i en dal. Runt Jet Mesil är det ganska tätbefolkat, med 54 invånare per kvadratkilometer. Närmaste större samhälle är Jol Hic'Batil, 8,4 km öster om Jet Mesil. I omgivningarna runt Jet Mesil växer i huvudsak städsegrön lövskog.